# Péter Pázmány
Péter Pázmány (Nagyvárad, 4 de outubro de 1570 - Pozsony, 19 de março de 1637) foi um cardeal do século XVII

## Biografia
Nasceu em Nagyvárad em 4 de outubro de 1570. De uma família nobre. Filho de Nikolas Pázmány, vice-tenente do condado de Bihar. Seus pais eram calvinistas, e sua madrasta, católica, foi fundamental em sua conversão ao catolicismo em 1583. Ele também está listado como Péter Pázmány de Panasz.
Estudou no Colégio Jesuíta de Kolozsvä (Cluj). Entrou na Companhia de Jesus em 1587; fez liberdade condicional em Cracóvia; estudou filosofia em Viena, 1589-1592; e estudou teologia em Roma com o cardeal Roberto Bellarmino, SJ, 1592-1596; obteve o doutorado em teologia em 1597..
Ordenado em 1596, Roma. Prefeito de estudos no colégio jesuíta de Graz em 1597, durante um ano. Professor de filosofia na Universidade de Graz, 1598. Enviado para pregar e difundir a fé e a doutrina católica da casa jesuíta de Sellye, Hungria, em 1601; a sua missão teve muito sucesso em Kassa e no condado de Nyitra. Professor de teologia na Universidade de Graz, 1603-1606. Retornou à Hungria em 1607 e ingressou na corte do Arcebispo Ferenc Forgách de Esztergom. Por iniciativa do arcebispo e a pedido do rei Matias II da Hungria, o Papa Paulo V, por breve apostólico de 5 de março de 1616, concedeu-lhe permissão para deixar a Companhia de Jesus e ingressar na Congregação dos Clérigos Regulares de Somasca; não saiu da Companhia de Jesus; houve apenas envios de solicitação e permissão de saída. Reitor do Priorado da Bem-Aventurada Virgem Maria de Turóc (2) , Eslováquia, 25 de abril de 1616..
Eleito arcebispo de Esztergom, 28 de novembro de 1616. Consagrado, 12 de março de 1617, Praga, pelo cardeal Melchior Klesl, bispo de Viena, assistido por Pal Almasy, bispo de Vác, e por János Telegdy, bispo de Nagyvárad. Nomeado pelo Imperador Matias primeiro conselheiro do departamento eclesiástico imperial. Chanceler imperial, secretário supremo e conselheiro privado do imperador Fernando II..
Criado cardeal sacerdote no consistório de 19 de novembro de 1629; recebeu o chapéu vermelho e o título de S. Girolamo degli Schiavoni, em 31 de maio de 1632. O imperador nomeou-o embaixador junto à Santa Sé, mas o papa recusou e pediu-lhe que retornasse à Hungria. Figura principal da Contra-Reforma na Hungria, distinguiu-se muito pelas suas pregações e escritos e foi fundamental na conversão de famílias nobres que, por sua vez, ajudaram na conversão do povo da Hungria. Ele implementou os decretos do Concílio de Trento (1545-1563) e fundou inúmeras instituições educacionais, entre elas a primeira universidade católica húngara em Trnava, em 12 de maio de 1635..
Morreu em Pozsony em 19 de março de 1637. Exposto na catedral de São Martinho, Pozsony, e sepultado no chão de seu presbitério, aos pés do mausoléu de São João, o Doador de Esmolas, que ele mandou construir em mármore precioso com uma urna de prata e uma lâmpada acesa na frente de isso.